# Tungari monteithi
Tungari monteithi là một loài nhện trong họ Barychelidae. Loài này phân bố ờ Queensland.